# Melania la giovane
Melania la giovane (Roma, 383 – Gerusalemme, 439) fu una personalità di spicco nella Roma del V secolo, amica di Agostino d'Ippona e di Sofronio Eusebio Girolamo.
È venerata come santa da tutte le Chiese che ammettono il culto dei santi.

## Agiografia
Era figlia del senatore Valerio Publicola, patrizio romano della gens Valeria, ricchissimo possidente con estese proprietà a Roma, in Sicilia, in Spagna, in Gallia, in Aquitania, in Bretagna e in Africa settentrionale. La madre  Ceionia Albina apparteneva alla gens Ceionia.
Fu avviata alla fede cristiana dalla nonna paterna, Melania l'anziana, che, dopo la prematura morte del marito, aveva fatto voto di castità, donato molti dei suoi beni ai poveri e conduceva vita ascetica a Gerusalemme, dove aveva fondato un monastero femminile.
All'età di quattordici anni, il padre, che desiderava avere un erede maschio per tutti i suoi beni, la costrinse a sposare il ricco cugino Valerio Piniano. Melania, che voleva mantenere la sua castità, scongiurò lo sposo di non consumare il matrimonio. Ma, sotto le pressioni dei parenti e in particolare del padre Publicola, diede alla luce prima una figlia, che morì qualche anno dopo, e poi un figlio, che morì dopo la nascita. Anche Melania si ammalò; allora Piniano fece voto che, se fosse guarita, sarebbe vissuto con lei in castità.
Melania guarì e il voto fu osservato, con grave disappunto di Publicola, che però sul letto di morte, qualche anno dopo, chiese perdono a Melania per aver ostacolato la sua vocazione alla castità e le lasciò in eredità tutte le sue ingenti proprietà.
Nel 406, pare anche in seguito a un sogno che fecero Melania e Piniano (la scalata di un muro molto alto, prima di poter attraversare una porta stretta per entrare nel Regno dei Cieli) e seguendo i consigli della nonna Melania, d'accordo con la madre Albina e con il marito Piniano, Melania decise di abbandonare la sua ricca residenza romana per trasferirsi in una proprietà di campagna presso Nola, dove visse con grande austerità, dedicandosi all'assistenza dei poveri, dei detenuti e dei derelitti. Attratte dalla sua fama, molte giovani si raccolsero attorno a lei, fondando un centro di vita monastica.
Attorno al 406-408, all'approssimarsi dei barbari, che già stavano devastando la Gallia, Melania e Piniano decisero di vendere tutte le loro proprietà in Italia per donare tutto ai poveri e ritirarsi in Nordafrica.
Questa decisione fu accolta malissimo dai parenti e soprattutto dal fratello di Piniano, Valerio Severo, che cercò in tutti i modi di dissuaderli, ricorrendo anche ai tribunali e suscitando una rivolta dei loro schiavi.
Melania, per garantirsi una corretta vendita delle proprietà, chiese anche l'aiuto della suocera dell'imperatore Onorio, Serena, che poi, per questo, sarà fatta giustiziare dal Senato come traditrice di Roma. Infatti pare che questa vendita di proprietà sia stata così ingente che vi fu una destabilizzazione dell'economia dell'Impero d'Occidente, in un momento critico in cui vi era necessità di risorse monetarie per finanziare gli eserciti e combattere i Goti di Alarico 
.
Comunque del ricavato della vendita delle proprietà di Melania beneficiarono in tutto l'impero moltissimi poveri, malati, prigionieri. Moltissimi schiavi furono affrancati e furono aiutate molte chiese e monasteri, in particolare quelli della Palestina, della Siria e dell'Egitto.
Al momento dell'invasione di Alarico, nel 410, Melania, Piniano, Albina e la nonna Melania fuggirono con una nave diretta in Sicilia, ma per una tempesta dovettero rifugiarsi sull'isola di Lipari, i cui abitanti erano vessati dai pirati che infestavano il Mediterraneo; Melania diede loro una gran quantità di denaro purché lasciassero in pace gli isolani. Poi raggiunsero l'Africa e si stabilirono in una loro proprietà in Numidia, a Tagaste, dove conobbero Agostino d'Ippona, con cui stabilirono una stretta amicizia. Melania fondò a Tagaste due monasteri per quei suoi schiavi e quelle sue schiave che aveva affrancato e che volevano condurre vita religiosa con lei. 
La sua vita era interamente dedicata alle preghiere, ai digiuni, alle penitenze e all'assistenza dei poveri.
Nel 417 Melania decise di andare in Palestina assieme al marito e alla madre. A Gerusalemme, dove visse per ventidue anni, continuò la sua azione filantropica, donando ai poveri il ricavato della vendita delle proprietà spagnole e fondò un grande monastero vicino al Monte degli Olivi. Conobbe Sofronio Eusebio Girolamo, di cui diventò fedele amica e collaboratrice. Andò a visitare i Padri del deserto, restando vivamente colpita dalla semplicità della loro vita ascetica. La madre Albina morì nel 431.
Nel 436 andò a Costantinopoli, al capezzale del ricco zio Rufio Antonio Agrypnio Volusiano, che molto malato accettò di farsi battezzare, malgrado fosse stato pagano fino allora.
L'imperatrice Elia Eudocia, in pellegrinaggio a Gerusalemme nel 437, le chiese consiglio per beneficare chiese e monasteri della città santa.
Nel dicembre 439 Melania, sentendo approssimarsi la morte, andò a Betlemme per partecipare alla messa di Natale, chiese le preghiere delle consorelle, le benedisse, chiese loro perdono per la sua severità e spirò serenamente il 31 dicembre.

## Reperti archeologici correlati a Melania e Piniano

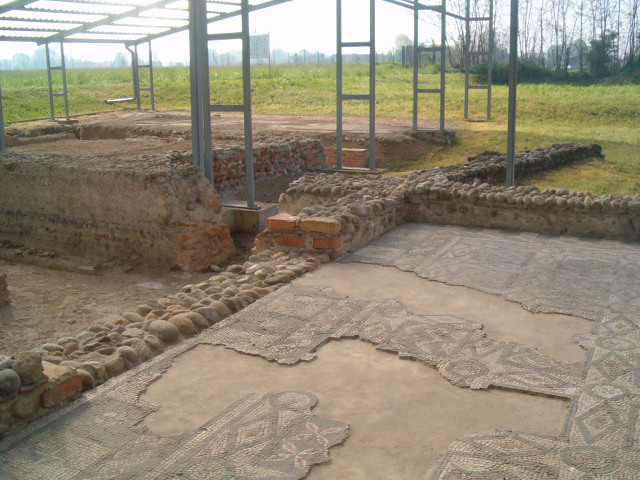
Pavimento musivo della villa tardo-romana rinvenuta nel 1963 a Palazzo Pignano

Nella Pieve di Palazzo Pignano (CR) i restauri del 1963, diretti dall'architetto Giuseppe Ermentini, che hanno recuperato le linee originarie dell'antica pieve, hanno inoltre riportato alla luce le fondazioni, in parte ancora visibili, di un edificio a pianta circolare, risalente al IV secolo, con annesso un fonte battesimale, rinvenuto più tardi.
Si tratta di una cappella adiacente ad una grande e prestigiosa villa tardo-romana, della quale si possono ammirare i resti dietro l'attuale pieve, la cui costruzione è attribuita dalla tradizione ai due sposi Melania e Piniano, i primi evangelizzatori delle campagne cremasche.

## Culto
Il Martirologio romano fissa la memoria liturgica il 31 dicembre.
Melania è stata sempre molto venerata dalla chiesa bizantina, dove sono diffuse le icone che la rappresentano insieme a Albina di Cesarea e Valerio Piniano.
Il suo culto nella Chiesa cattolica si diffuse a partire dal IX secolo, ma ricevette maggiore impulso a partire dal 1905, quando il cardinale Mariano Rampolla del Tindaro scrisse un'opera sulla sua vita.